# Bălești (Vrancea)
Băleşti è un comune della Romania di 2 130 abitanti, ubicato nel distretto di Vrancea, nella regione storica della Muntenia.